# Pentti Hämäläinen
Pentti Olavi Hämäläinen (19. prosince 1929 Kotka – 11. prosince 1984 Kotka) byl finský boxer, jeden ze dvou finských olympijských vítězů v boxu.
Pracoval jako mechanik a policista. Pocházel ze sportovní rodiny, boxu se věnovalo také všech pět jeho bratrů. Od roku 1947 byl členem klubu Kotkan Voimailijat a v roce 1949 debutoval v reprezentaci. O rok později byl vybrán do týmu Evropy ke dvěma zápasům proti amatérským boxerům USA. Na mistrovství Evropy v boxu v roce 1951 v Miláně soutěžil v muší váze a získal bronzovou medaili. Zvítězil v bantamové váze na domácí olympiádě v roce 1952, kde ve finále zdolal na body Johna McNallyho z Irska. V hlasování o finského sportovce roku 1952 skončil druhý za lyžařem Veikko Hakulinenem. Byl semifinalistou evropského šampionátu v Berlíně v roce 1955. Na olympiádě v roce 1956 získal bronzovou medaili v pérové váze, když ho v semifinále porazil britský boxer Thomas Nicholls.
V letech 1957 až 1959 boxoval profesionálně. Ve své kariéře absolvoval 187 zápasů, z toho jen 11 prohrál a knokautován byl pouze jednou. Šestkrát se stal amatérským a jednou profesionálním mistrem Finska v boxu. Posmrtně byl uveden do Síně slávy finského boxu a v rodném městě mu byla odhalena socha.